# Divanity
Divanity ist das Debütalbum der schwedischen Hard-Rock-Band The Murder of My Sweet, das am 20. Januar 2010 in Japan, eine Woche später in Europa und seit dem 8. Februar 2010 ebenfalls in den USA erhältlich war. Produziert wurde das Album in den Sound vs. Science Studios, dass von Daniel Flores gegründet wurde, aufgenommen und unter dem italienischen Label Frontiers Records veröffentlicht. Gemastert wurde das Album von Mats Lindfors.
Die normale Albumversion enthält 12 Songs, eine exklusive Digitalversion den Song Mistaken (ITunes), die japanische Version den Song At the end, während auf der Homepage der Song Another Dawn abspielbar ist.

## Single
Die offizielle Single heißt Bleed Me Dry und wurde Ende 2009 unter dem Label Frontiers Records veröffentlicht. Es erreichte den 14. Platz der schwedischen Single-Charts. Ein weiterer exklusiver Song ist Sands of Time, die nur auf der Single zu finden ist. Zu den Songs Bleed Me Dry und Follow The Rain sind auch Musikvideos erschienen.

## Trackliste
- 1. No Evil
- 2. Follow The Rain
- 3. Bleed Me Dry
- 4. Chemical Attraction
- 5. Kiss Of Death
- 6. One Bullet
- 7. Tonight
- 8. Storms Of The Sea
- 9. Destiny
- 10. Revolution
- 11. Valerie
- 12. Death Of A Movie Star

### Bonustracks
- 13. Mistaken (Digitalversion)
- 13. At the End (japanische Version)

## Besonderheiten
- Im Song One Bullet ist im Refrain der Bandname zu hören
- Im zwölften Song, Death Of A Movie Star, ist ein Kinderchor zu hören, der von Clara und Agnes Jämttjärn geleitet wird.

## Kritiken (Auswahl)
Musikreviews.de kritisiert den Musikstil der Band. Er beschreibt, dass die Band nicht an Bands, wie Krypteria oder Kamelot anschließen könne, da die Band nicht durch den bombastischen Keyboardsound einen eigenen Stil entwickeln konnte, sondern eher an andere Bands erinnern würden. Zudem bewege man sich songtextmäßig weit unter dem Niveau. Im Fazit schrieb der Kritiker, dass das Album dennoch etwas zu bieten habe und ordentlich gemacht sei, auch wenn der eigene Musikstil fehle.
Onlinehändler RockPapas beschreibt den Stil als “Within Temptation meets Hard Rock” und beschreibt, dass dieses Album ein gelungenes Debüt darstellt.
Stormbringer.at lobt vor allem dem Gesang der Frontfrau Angelica Rylin und beschreibt diesen als sauber und rockig. Bombastische Keyboardsounds und die Mischung aus harmonischen Melodien lassen stark an Evanescence, Nightwish und Within Temptation erinnern. Die Band erinnert jedoch musikalisch, stimmlich und inhaltsmäßig eben die weiter oben genannten Bands, so der Kritiker.
Musikmagazin.at beschreibt das Album als gelungen, obwohl die Arrangements teilweise zu dick aufgetragen seien. Dennoch ist der Kritiker der Meinung, dass dieses Album die nächste große Veröffentlichung sein könnte. Der Song Death Of A Movie Star wird kritisiert, da dieser laut Kritiker überhoben klingt.

## Weitere Kritiken
- Kritik in der Musik.terrorverlag
- Kritik bei alternativmusik.de
- Kritik bei Rocktimes.de
- Kritik bei music.ch
- Kritik des Albums bei metal-glory.de
- Kundenkritik auf spirit-of-metal.com